# Baia di Fladerer
La baia di Fladerer è una baia larga circa 11 km e lunga 28, situata sulla costa di Bryan, nella parte orientale della Terra di Ellsworth, in Antartide. Sita in particolare nella parte più orientale della costa di Bryan, la baia si trova tra la penisola Wirth, che la divide dalla baia Eltanin, a ovest, e la penisola Rydberg, il cui capo costituisce l'estremità orientale della costa di Bryan e che la divide dall'insenatura di Carroll, a est, e al suo interno fluisce il ghiacciaio Thomson.

## Storia
La baia di Fladerer è stata mappata dallo United States Geological Survey grazie a fotografie aeree scattate dalla marina militare statunitense tra il 1961 e il 1966, ed è stata così battezzata dal Comitato consultivo dei nomi antartici in onore di George Fladerer, che, al comando della nave da ricerca oceanografica USS Eltanin, in forza al Programma Antartico degli Stati Uniti d'America, prese parte a diverse spedizioni nell'oceano Pacifico meridionale.